# AIDAluna
AIDAluna — третье круизное судно класса «Sphinx» (проектное обозначение AIDA SPHINX II) находящееся в собственности компании Societa di Crociere Mercurio S.r.l. и эксплуатируемое оператором AIDA Cruises было построено в 2009 г. в Германии в Папенбурге на верфях Meyer Werft GmbH. Эксплуатируется в различных регионах мира, посещает летом Санкт-Петербург в России.
Судами-близнецами являются — AIDAbella, AIDAdiva, AIDAblu и AIDAsol.

## История судна
Судно стоимостью примерно 315 миллионов евро строилось на верфи Meyer Werft в Папенбурге. Закладка киля состоялась 29 марта 2008,  Перегон судна по Эмсу из Папенбурга в Эмден состоялся 22 февраля 2009 г. AIDAdiva совершила свой 14-дневный первый рейс из Гамбурга в Пальму-де Мальорка. Крёстной матерью стала немецкая топ-модель Франциска Кнуппе (Franziska Knuppe). Церемония крещения прошла 4 апреля 2009 г. в Пальма-де Мальорка, откуда уже на следующий день судно отправилось в рейс вокруг Европы с заходом в Барселону, Валенсию, Танжер, Кадис, Лиссабон, Ла-Корунья, Сантандер, Париж, откуда вернулось в Гамбург. С мая 2009 года AIDAluna стала совершать круизные рейсы по Балтийскому морю.

## На борту
На лайнере имеется 1025 кают, из которых 666 — внешние, 359 — внутренние. Две трети внешних кабин имеют индивидуальные балконы. На судне 7 ресторанов и 11 баров. Количество пассажирских мест на лайнере составляет примерно 2000.

## Примечание
1. ↑  Fakta om fartyg (швед.). Архивировано из оригинала 2 августа 2012 года.
2. ↑  AIDAluna. Дата обращения: 4 августа 2011. Архивировано из оригинала 5 июля 2011 года.